# St. Leonhard (Wallenhausen)

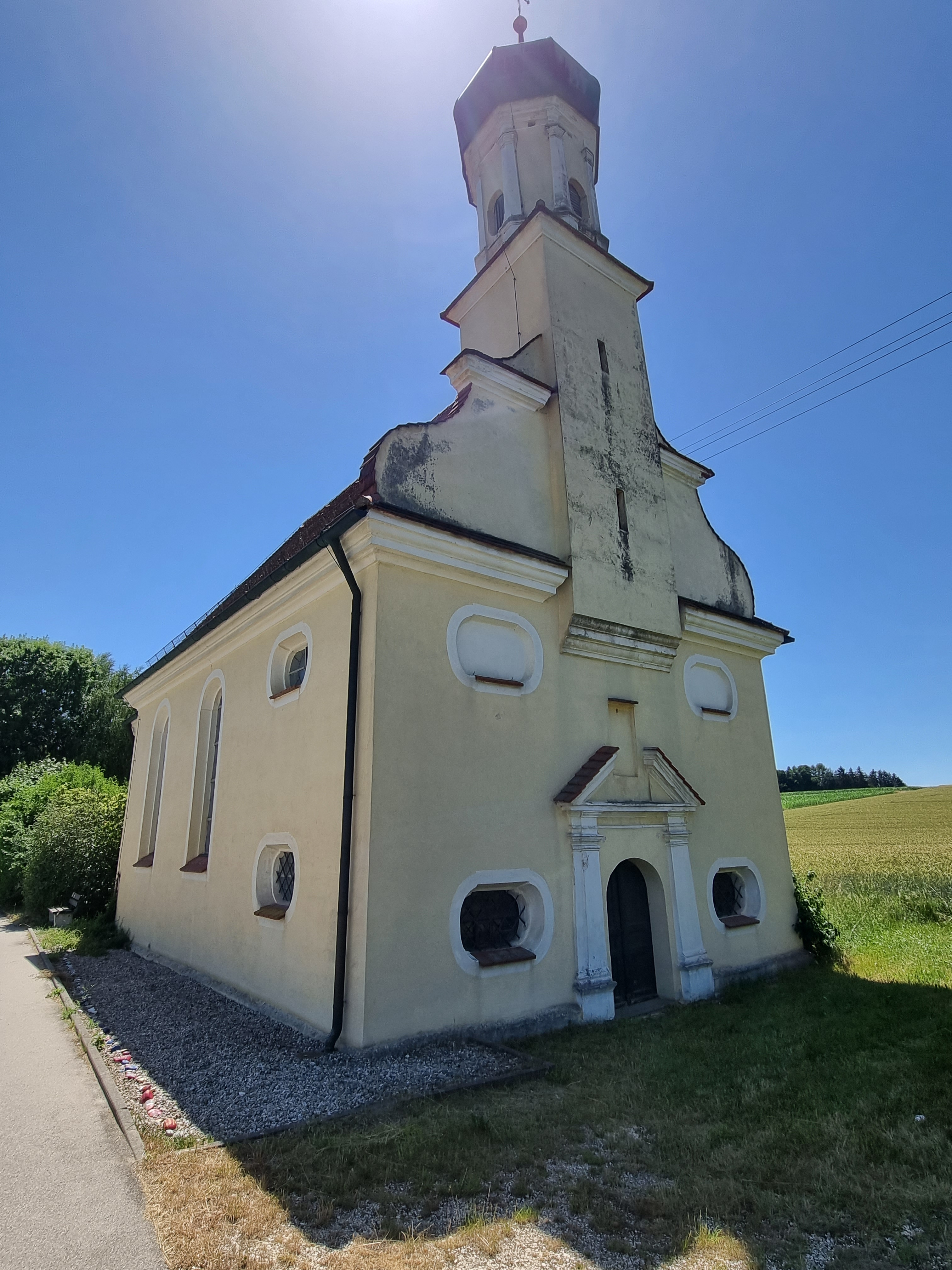
St. Leonhard in Wallenhausen

Die römisch-katholische Kapelle St. Leonhard steht in Wallenhausen, einem Stadtteil von Weißenhorn im schwäbischen Landkreis Neu-Ulm in Bayern. Das Bauwerk ist in der Liste der Baudenkmäler in Weißenhorn als Baudenkmal unter der Nr. D-7-75-164-160 eingetragen.

## Beschreibung
Die um 1733 als Saalkirche gebaute Kapelle besteht aus einem Langhaus und einem eingezogenen, segmentbogig geschlossenen Chor im Süden. Über der mit einem Schweifgiebel bedeckten Fassade im Norden ragt ein quadratischer Giebelreiter hervor, auf den ein achteckiges Geschoss mit vier von je zwei Pilastern gerahmten Fensteröffnungen gesetzt wurde. Dieses oberste Geschoss enthält den Glockenstuhl und ist mit einer Zwiebelhaube bedeckt. Das Portal schließt mit einem Sprenggiebel ab.
Der um 1733 aufgestellte Hochaltar wird von den Statuen des Wendelin und des Rochus von Montpellier flankiert. Mittelpunkt des Altars ist ein Ölgemälde des heiligen Leonhard. Die um 1715 gebaute Kanzel wird Ferdinand Luidl zugeschrieben. Auf dem Schalldeckel sind die Evangelistensymbole dargestellt. Von Christoph Rodt sind die um 1630 errichteten Statuen des Simon Petrus und des Paulus von Tarsus.